# Enikő Török
Enikő Török ist eine in Ungarn geborene und in Deutschland tätige Pianistin und Hochschullehrerin.

## Leben und Wirken
Török begann im Alter von vier Jahren mit dem Klavierspielen. Nach dem Musikstudium an der Franz-Liszt-Musikakademie in Budapest war sie Meisterklassenschülerin von Professor Kornél Zempléni. Seit 1975 lebt sie in Deutschland, wo sie seit 1976 als Klavierdozentin am Konservatorium Würzburg und seit 1977 an der Hochschule für Musik Würzburg tätig ist.
Török konzertiert regelmäßig als Solistin, mit verschiedenen Kammermusikpartnern und mit ihrem Mann, dem Cellisten János Török. Im Jahre 1976 war sie Mitbegründerin des Amati Klaviertrios mit dem 1. Konzertmeister des Philharmonischen Orchesters der Stadt Würzburg, Alexander Kaczkowsky. Programmschwerpunkte waren Werke von Haydn, Mozart, Beethoven, Dvořák, Schumann, Smetana und Brahms.